# Ileana Diéguez
Ileana Diéguez Caballero (Las Tunas, 1961) es una investigadora y escritora cubana, radicada en México. Es considerada una de las principales referentes de la teatrología latinoamericana contemporánea. Sus trabajos se centran en problemáticas del arte, la memoria, la violencia, el duelo, y las teatralidades y performatividades expandidas y sociales. Uno de sus obras más importantes es Escenarios Liminales: Teatralidades, performances y política, el cual aborda algunas acciones performativas, así como prácticas estéticas y artísticas latinoamericanas.

## Biografía

### Formación académica
Licenciada en Teatrología por el Instituto Superior de Arte (ISA) en Teatrología. 
Estudié en el ISA (Instituto Superior de Arte). Había hecho el examen de actuación y teatrología, y cuando llegué, me dijeron que debía decidir en cuál de las dos quería quedarme y fue muy curioso, me quedé mirando al marco de una puerta y automáticamente dije, teatrología. No lo pensé dos veces, fue como si alguien hubiera hablado por mí.
Realizó su tesis en el teatro brasileño y el «teatro de ocasión», el cual surgió durante la dictadura brasileño. Retomó a autores como Cesar Vieira, Fernando Peixoto y Gianfrancesco Guarnieri.  En 1985, recibió el Premio de Ensayo de la Universidad de La Habana con un texto sobre René Marqués, dramaturgo puertorriqueño.
Es Maestra en Literatura comparada y Doctora en Letras (2006) con estancia posdoctoral en Historia del Arte, UNAM (2008-2009).     

### Carrera académica
Diéguez se ha desempeñado como Profesora investigadora en el Departamento de Humanidades de la UAM-Cuajimalpa. Es miembro del Sistema Nacional de Investigadores, nivel II.
En octubre de 2018 participó como ponente en el Congreso Internacional Cuerpos, despojos, territorios: la vida amenazada, en la Universidad Andina Simón Bolívar, en Quito, Ecuador.

## Escenarios y teatralidades liminales
Diéguez ha sido una de las teóricas teatrales que ha señalado un marco teórico en torno a las experiencias estéticas y performativas que no se pueden reconocer únicamente dentro del marco de las experiencias artísticas o políticas, sino que forman parte de ambos territorios y, que por tanto, en ello radica su relevancia. 
Teatralidades o performatividades políticas, o simplemente acciones, las experiencias a las que me refiero incluyen también de una u otra manera diferentes dispositivos testimoniales y/o documentales: Otra vez Marcelo y En un sol amarillo, del Teatro de los Andes (Bolivia); Visita guiada a la Secretaría de Relaciones Exteriores y ¡No?, del Teatro Ojo (México, DF); Sin título, técnica mixta; Antígona, Rosa Cuchillo y Adiós Ayacucho, de Yuyachkani (Lima); Prometeo, Re-corridos, La limpieza de los establos de Augías y Testigo de las ruinas, de Mapa Teatro (Bogotá); Filoctetes, Lemnos en Buenos Aires y el Proyecto Matadero, de Emilio García Wehbi; El fulgor argentino, de Catalinas Sur (Buenos Aires); Nayra y Antígona, del Teatro La Candelaria (Bogotá); las diversas obras que desde el 2001 han configurado los ciclos de Teatro x la Identidad en la Argentina -movimiento gestado después del estreno de A propósito de la duda, de Patricia Zangaro, escrita a partir de los testimonios de HIJOS, Abuelas y Madres de Plaza de Mayo, y de materiales inéditos de archivos, periodísticos y audiovisuales. En el campo de la protesta pública señalo los escraches que desde 1995 vienen desarrollándose en la Argentina convocados por HIJOS, las procesiones y acciones de visibilización en torno a las mujeres que desde hace más de diez décadas se vienen asesinando en Ciudad Juárez, en el norte de México; las apariciones públicas de las Damas de Blanco en La Habana; las rondas de las Madres de Plaza de Mayo en Buenos Aires y en otras ciudades argentinas como La Plata; las performances ciudadanas de la Resistencia Civil en México; las ceremonias de exhumación y re-enterramiento de los restos de Salvador Allende realizadas en Santiago, en septiembre de 1990.

## Ideas principales

### Liminalidad
Un término que Diéguez recupera de la antropología social, particularmente de los trabajos del antropólogo Víctor Turner. El investigador basa su este concepto en su investigación en torno a la fase liminal del ritual ndembu, así plantea lo liminal como un territorio fronterizo, ambiguo y de transición en el que se consideran 4 condiciones necesarias:
- la función purificadora y pedagógica al instaurar un periodo de cambios curativos y restauradores;
- la experimentación de prácticas de inversión de roles (el que está en una situación subordinada cambia a una posición preeminente y viceversa)
- la realización de una experiencia en el entrecruce de dos mundos;
- la creación de comunitas.[7]

### Teatralidades y escenarios liminales[8]
Con «teatralidades liminales», Diéguez se refiere a situaciones sociales, happenings, representaciones, protestas y eventos de amplia participación, en los que hay un marcado hibridismo artístico. En estas prácticas, sin embargo, también hay articulaciones del tejido social y una transgresión de las formas teatrales que "han estado condicionadas por los cambios de sus realidades."
La «teatralidad», para Diéguez, es un instinto para modificar y transfigurar para crear un 'ambiente' alternativo a lo cotidiano; para transformar y subvertir la vida.

### Dispositivos de teatralidad y performatividad
En su texto, Cuerpos sin duelo. Iconografías y teatralidades del dolor, Diéguez explora los “Escenarios del cuerpo roto” y “Escenarios del cuerpo sin duelo”. Cuando se refiere a los cuerpos rotos, hace alusión a la violencia social de México, donde hay «poderes de la muerte» que usan al cuerpo para crear una pedagogía del terror; también hay instalaciones que expresan el dolor del pueblo, casi siempre anónimas, que intentan generar narrativas que se contrapongan a los grupos que usan la violencia. En ambos casos, los dispositivos de teatralidad y performatividad se activan y modifican los hábitos y la representación de los espacios. Cuando los «poderes de la muerte» usan el cuerpo humano lacerado, envilecido y expuesto, se convierte en una instalación para el control de la voluntad y para desplazar a las personas. Como ella misma señala en su texto:
Todas las intervenciones sobre el cuerpo, matándolo por segunda o tercera vez, mutilándolo o desfigurándolo, pervirtiendo o desapareciendo la identidad de las víctimas, buscan exponer su degradación a la vista de otros y darle a ello un sentido, utilizando la disposición de esos fragmentos para haceros hablar y producir un mensaje corporal que expanda el terror.

## Publicaciones
Diéguez ha publicado diversas obras, tanto libros, como capítulos de libros o artículos; estos son:

### Libros
- Cuerpos sin duelo. Iconografías y teatralidades del dolor. (Documenta, Córdoba, 2013)[10][1]
- Escenarios liminales. Teatralidades, performatividades, políticas (edición revisada y aumentada del texto publicado en el 2007). México: Paso de Gato-Toma. Ediciones y Producciones Escénicas y Cinematográficas, A.C.  Córdoba-Argentina: DocumentA/Escénicas.[12][13]
- Cénarios Liminares. Teatralidades, performances e política. Tradução Luis Alberto Alonso e Angela Reis. Uberlândia: EDUFU. (traducción al portugués del libro publicado en el 2007)
- Des/tejiendo escenas. Desmontajes: procesos de investigación y creación. México: Universidad Iberoamericana-CITRU/INBA/CONACULTA. (Coordinadora del libro)[14]
- Escenarios Liminales. Teatralidades, performances y política. Buenos Aires: Atuel, 2007.
- Performance y Teatralidad. Cuaderno de Investigación Teatral 1. México: CITRU- CONACULTA-INBA, 2005. (Co-editora junto con Josefina Alcázar)
- La del tema marginal en el teatro cubano (1985)

#### Capítulos de libro
- "La memoria adviene en las imágenes". En: El arte y la fragilidad de la memoria. Editores: Javier Domínguez Hernández, Carlos Arturo Fernández Uribe, Daniel Jerónimo Tobón Giraldo, Carlos Mario Vanegas Zubiría. Medellín: Universidad de Antioquia, Instituto de Filosofía, Sílaba Editores, pp. 203-230.
- "De malestares y vacíos representacionales". En: Utopías de la proximidad en el contexto de la globalización. La creación escénica en Iberoamérica. Óscar Cornago (ed). Cuenca: Universidad de Castilla-La Mancha, pp. 241-262.
- “Las Erinias de la memoria”. Ciudadanías en Escena. Performance y derechos culturales en Colombia. Paolo Vignolo (ed). Bogotá: Cátedra Manuel Ancízar, Universidad Nacional de Colombia, pp. 133-138.